# 尖齿叶柃
尖齿叶柃（学名：Eurya perserrata）为山茶科柃木属下的一个种。

## 扩展阅读
- 維基物種上的相關：尖齿叶柃